# Great General Mighty Wing
Great General Mighty Wing (em coreano:  대장 이 된 억센 날개) é uma história em quadrinhos infanto-juvenil publicada pela State-run Press em 1994, na Coreia do Norte. O roteiro é de Cho Pyŏng-kwŏn, com ilustrações de Rim Wal-yong. O personagem é tão famoso no país quanto o Mickey Mouse nos Estados Unidos.

## Desenvolvimento
Normalmente, quadrinhos norte-coreanos são feitos de papel reciclável e pintados com tinta azul, que variava de tonalidade de edição para edição. Então, Great General Mighty Wing se destaca por ser um quadrinho completamente em cores.
O quadrinho foi publicado no mesmo ano da morte de Kim Il Sung para propagar a ideologia Juche. Mas é possível que ele estivesse sendo desenvolvido desde 1993. Ele lida com temas como a ocupação japonesa da Coreia e a grande fome da Coreia do Norte.

## Disponibilidade
Além das cópias físicas, o quadrinho estava disponível no site educacional do governo da Coreia do Norte, mas foi restrito por senha com a passagem do tempo. Se tornou disponível ao público quando Heinz Insu Fenkl, professor da Universidade Estadual de Nova York, comprou diversos quadrinhos norte-coreanos na China e postou 50 páginas traduzidas para o inglês em seu website.

## Análise crítica
No começo do quadrinho, a abelha-rainha acata a sugestão de Mighty Wing de construir um aqueduto para lidar com a seca, porém um dos generais traidores sugere realocar recursos para a construção de uma casa de veraneio. A passagem é uma alusão à seca que a Coreia do Norte passou em 1994, que matou milhares de pessoas e deixou a população sem água potável. Como o tema já é abordado no quadrinho, é possível que a seca já estivesse assolando o país antes do envio oficial de ajuda por outros países nos anos 2000. É possível que o aqueduto seja uma alusão ao projeto de irrigação histórico da Coreia, Yeoldu 3.000 Ri Beol. A negação da rainha em usar recursos públicos para si pode ser uma alusão às dificuldades econômicas que a Coreia do Norte passava durante os anos 90.
Também, o exército das vespas se alia ao exército das aranhas para destruir a colmeia. As vespas são retratadas com estereótipos norte-coreanos sobre os Estados Unidos e o Japão, que ocupou a Coreia em 1910. Já a teia das aranhas se parece com o logotipo da Organização das Nações Unidas. As aranhas lutam prendendo seus inimigos com sua teia, enquanto as vespas usam arco e flecha. É possível que seja uma referência inversa sobre os mísseis Nodong/Scud, testados em maio de 1993. Isso porque arma em coreano significa mugi e arco e flecha significa hwal. Já armas nucleares significam haengmugi. Os Estados Unidos é visto como uma ameaça nuclear pela Coreia.
As abelhas vivem no Jardim das Mil Flores, uma terra autossuficiente que é palco de guerra entre as abelhas, vespas e aranhas. As vespas e aranhas são inimigas naturais das abelhas. As vespas na vida real são conhecidas por invadir colmeias e matar as abelhas pelo mel. As vespas também lutam contra as aranhas na vida real, mas na história elas se aliam para derrotar as abelhas. O general traidor Zing-Zing é provavelmente uma alusão aos estereótipos norte-coreanos sobre os políticos corruptos da União Soviética. Ele se vende aos interesses capitalistas para corromper a rainha.
Na lateral das páginas do quadrinho também estão escritos textos como "nunca pense no inimigo como sendo um cordeiro... sempre o considere como sendo um chacal", ou "você precisa suportar dificuldades e sofrimento para conquistar a felicidade".
Heinz Insu Fenkl também traz que a colmeia se parece com a cidade de Poughkeepsie, na Coreia do Sul. Também traz que na mitologia egípcia, abelhas nasceram das lágrimas do Deus Sol Rá. Já no simbolismo norte-coreano, o grande líder é conhecido como o Deus Sol.
Assim, o quadrinho seria tanto uma maneira de criar devoção à família Kim e a preservação de recursos naturais da Coreia do Norte, e de doutrinação sobre a política bélica do país.